# Sergej Ryžikov
Sergej Viktorovič Ryžikov (in russo Сергей Викторович Рыжиков?, traslitterazione anglosassone Sergey Viktorovich Ryzhikov; Šebekino, 19 settembre 1980) è un ex calciatore russo, di ruolo portiere.

## Carriera

### Nazionale
Ha giocato la sua prima e unica partita in nazionale in amichevole contro il Qatar, disputando solo il primo tempo, prima di essere sostituito da Malafeev.

## Palmarès

### Club

#### Competizioni nazionali
- Campionato russo: 2

Rubin Kazan': 2008, 2009
- Coppa di Russia: 2

Lokomotiv Mosca: 2006-2007
Rubin Kazan: 2011-2012
- Supercoppa di Russia: 2

Rubin Kazan': 2010, 2012

#### Competizioni internazionali
- Coppa dei Campioni della CSI: 1

Rubin Kazan': 2010